# Nazarenerne
Nazarenerne var en tysk kunstnergruppe grundlagt 1809 i Wien af Friedrich Overbeck og Franz Pforr.
Som reaktion mod den herskende franske akademiske smag lagde nazarenerne vægten på den religiøse følelses inderlighed og efterlignede med flid italienske kunstnere fra 1400-tallet, quattrocentisterne, hvis naive og fromme fremstillingsmåde efter deres mening rummede sartere, finere og dybere stemning end den senere fuldmodne renæssancekunst.
Betegnelsen nazarener var oprindelig et spottenavn for disse malere, der forenedes i stræben mod det idealt upersonlige, det blide, det usanselige og asketiske (sky for levende model) og arkaisme i form og farve. De søgte også enhedspræg i ydre optræden med glat hår, frakke uden knapper, gammel romersk kappe og gule sko.
Den egentlige leder af bevægelsen var Overbeck, til ham sluttede sig blandt andet brødrene Johannes og Philipp Veit, Joseph von Führich, Friedrich Wilhelm von Schadow og Julius Schnorr von Carolsfeld; de to sidste faldt dog snart fra.
Litterært havde retningen sine kilder i Ludwig Tiecks og brødrene August og Friedrich Schlegels virksomhed, også i Wilhelm Heinrich Wackenroders skrift Herzensergießungen eines kunstliebenden Klosterbruders, 1797 ('Hjertets udgydelser af en kunstelskende klosterbroder').
Omkring 1812 dannede de et lille kunstnersamfund: "Klosterbrødrene fra San Isidoro" opkaldt efter deres bolig, det forladte kloster San Isidoro ved Villa Ludovisi i Rom. Om aftenen samledes de gerne i Café Greco. Særlig deres store udstilling 1819 gjorde lykke, den blev åbnet af det østrigske kejserpar (Frans 1. af Østrig).
Nazarenerne mødte stærke angreb udefra, hvasse angreb fra Goethe; indefra kom opløsningen dels gennem selve nazarenernes grundsætninger, deres mangel på respekt for det tekniske og det lavmål af kunstnerisk kunnen, som adskillige af deres arbejder befandt sig på, dels gennem brydningen mellem katolicisme og protestantisme. Carl Friedrich Lessings Huss (1837) bragte således den dengang allerede hensygnende retning nærmere mod dens endeligt. Nazarenerne indlagde sig betydelig fortjeneste af freskomaleriet. De engelske prærafaelitter har ikke få lighedspunkter med nazarenerne.
Flere danske kunstnere viste interesse for gruppen under deres ophold i Rom, blandt andet J.L. Lund og Albert Küchler.

## Galleri
| - Kloster Sant'Isidoro i dag. - Pforr: Allegorie der Freundschaft, 1808 - Overbeck: Italia og Germania, 1828 - Hyldest til Pforr der døde som kun 24-årig |

| Friedrich Overbeck                 |
| - Overbeck Salget af Josef 1816-17 |

| Philipp Veit                                      |
| - Veit: Germania 1848 - Fresko 1817-1827 - Fresko |